# 大鸟翼龙属
大鸟翼龙（学名：Piksi）是疑似属于翼龙目的一个属，属下包括单一物种怪肘大鸟翼龙（Piksi barbarulna，意为“有奇怪肘部的大鸟”，取自黑脚语piksi「大鸟，尤指鸡」和拉丁语barbarus「奇怪的」＋unla「肘部」）。其生存于7500万年前左右的今美国蒙大拿州。其所知于部分右翅，包括肱骨、尺骨及桡骨，也是迄今发现的唯一标本，现保存于落基山博物馆（编号：MOR 1113）。大鸟翼龙目前仍为单型属。
化石由格洛瑞亚·吉恩·谢布雷特（Gloria Jean Siebrecht）于1991年在冰川县黑脚印第安保留区被命名为Bob's Vacation Site locality TM-088的地点发现。其发现于上双麦迪逊组的一处古老层位，可能属于一具死于一小水坑内或其旁边的个体。这些化石由大卫·瓦里契奥（David J. Varricchio）于2002年描述。

## 描述及分类
骨骼残破，大致代表肘部区域。将化石尺寸与其它不飞鸟的翅膀骨骼比较，则大鸟翼龙可能有着相对较小的体型，翼展长达1米（3.3英尺）。
对化石的最初描述发现，除非其属于鸟胸骨类，否则其亲缘关系无解。阿格诺林和瓦里契奥（2012年）将该属重新解释为一种翼龙而非鸟类，最可能是鸟掌翼龙超科。但后来注意到其肱骨具备在某些兽脚类中发现，但不存在于任何翼手龙亚目中的特征。
然而更多近期研究均再次将其恢复为一种翼龙。

## 生态学
发现骨骼的沉积物属淤泥黏土岩，是由沉积物在晚白垩世一段相对凉爽的时期沉积而成的：西部内陆海道的海平面至少就中生代标准而言明显非常低，尽管这也可能是由科迪勒拉掩覆带的猛烈构造抬升造成的。此地位于内陆，距西部内陆海道的海岸至少350（220英里）。
根据地层学、沉积学及动物相等数据判断其环境可能为半湿润气候，也可能是热带或亚热带气候的（？季节性）半干旱草地或灌木。黏土岩显然是由小型泛滥平原的沉积物形成，如春池。
多种生物以地作为栖息地。其它兽脚类也很丰富，包括伤齿龙（发现了巢穴）、暴龙科及驰龙科。山奔龙同样为数众多，由于成体、亚成体及刚孵化的幼崽是一起发现的，因此兽群可能是来水坑处饮水或繁殖。当地还发现了后兽下纲、多瘤齿兽目等早期哺乳动物及蜥蜴。存在关节连接的青蛙骨骼但没有鱼和其他水生动物表明存在短暂的水体。